# Richard Bonynge
Richard Bonynge, né le 29 septembre 1930 à Sydney, est un chef d'orchestre, pianiste et musicologue australien, particulièrement associé au répertoire italien et français du début du XIXe siècle. Il était l'époux de la soprano Joan Sutherland, décédée en 2010.

## Biographie
Il étudie d'abord le piano au Conservatoire de sa ville natale, avec Linley Evans, puis à Londres, avec Herbert Fryer. D'abord accompagnateur, il rencontre la soprano Joan Sutherland qu'il épouse en 1954. Il devient son conseiller musical et son influence sur le développement vocal et esthétique de la chanteuse sera décisive.
Il se spécialise peu à peu dans la direction d'opéra, ses débuts comme chef d'orchestre ont lieu à Vancouver en 1963, avec Faust de Gounod. Il dirige ensuite La sonnambula de Bellini à San Francisco. Il se produit pour la première fois au Royal Opera House de Londres en 1964, avec I puritani de Bellini. En 1965, il est directeur musical de la Sutherland-Williamson Opera Company lors de la tournée de la cantatrice en Australie. À partir de cette date, il dirige presque la totalité des interprétations de son épouse, que ce soit sur scène ou en studio d'enregistrement.
Il débute au Metropolitan Opera de New York en 1970, avec Norma. Il devient directeur artistique de l'Opéra de Vancouver de 1974 à 1978, puis de l'Opéra de Sydney de 1976 à 1986. 
Il dirige et enregistre de nombreux opéras français peu joués voire oubliés comme Hamlet et Mignon d'Ambroise Thomas, Esclarmonde, Le Roi de Lahore et Thérèse de Jules Massenet, Lakmé de Léo Delibes, Semiramide de Giacomo Meyerbeer, Cendrillon de Nicolas Isouard, Le Domino Noir de Daniel-François-Esprit Auber avec Sumi Jo, tout comme Le Toréador d'Adolphe Adam, ainsi que des opéras italiens comme Lucrèce Borgia, Marie Stuart et la Fille du Régiment de Donizetti, L'oracolo de Franco Leoni ou encore Semiramide et Sigismondo de Rossini.
Il dirige le premier enregistrement studio moderne des Huguenots de Meyerbeer (Decca SET 460/3) avec son épouse dans le rôle de Marguerite de Valois.
Il étend sa direction d'orchestre à un genre musical peu fréquenté (sinon pour les œuvres les plus marquantes comme Le Lac des Cygnes ou Giselle) : la musique de ballet, essentiellement du XIXe siècle et du début du XXe siècle. 
Beaucoup de ses enregistrements se référent aux partitions originales et rétablissent les coupures traditionnelles. Ainsi, il propose : Le Diable à quatre et Le Corsaire d'Adolphe Adam, Marco Spada d'Auber, La Péri de Bürgmuller, La Source de Delibes & Minkus, Coppélia et Sylvia de Delibes, La Flûte Magique et Le Réveil de Flore de Drigo, La Somnambule d'Hérold, Cigale et Le Carillon de Massenet, Les Deux Pigeons de Messager, La Bayadère de Minkus, Le Papillon d'Offenbach, Le Ballet Egyptien d'Alexandre Luigini, Manon de Leighton Lucas d'après Massenet, La Boutique Fantasque de Respighi d'après Rossini, Matinées et Soirées Musicales de Britten d'après Rossini....
Il est le seul à avoir enregistré, après l'avoir reconstitué, le premier concerto pour violoncelle de Daniel François Auber.
Plus récemment, il s'est lancé dans un projet de redécouverte d'opéras anglais et irlandais du XIXe siècle : La Bohémienne (Decca 473077-2) et  Satanella (Naxos 8.660378-79) de Michael Balfe et Lurline de Vincent William Wallace ([Naxos 8.660293-94), ainsi que Raymond et Agnès du compositeur britannique Edward Loder ( Retrospect Opera) et Dorothy d'Alfred Cellier (Naxos).

## Sources
Alain Pâris, Dictionnaire des interprètes et de l'interprétation musicale depuis 1900, Paris, Éditions Robert Laffont, coll. « Bouquins », 2004, 1289 p. (ISBN 2-221-10214-2, OCLC 300283821, BNF 39258649)